# Baldwin VI Flandryjski
Baldwin VI z Mons (ur. ok. 1030, zm. 17 lipca 1070) – hrabia Flandrii, Mons i Hainaut (jako Baldwin I), najstarszy syn hrabiego Baldwina V i Adelajdy, córki króla Francji Roberta II Pobożnego.
W 1051 ożenił się z Rychildą (ok. 1031 – 15 marca 1086), kobietą nieznanego pochodzenia, wdową po Hermannie z Hainaut. Dzięki temu małżeństwu zyskał prawa do hrabstw Mons i Hainaut. W 1067, po śmierci ojca, Baldwin został również hrabią Flandrii. Zmarł jednak już w 1070.
Odbudował opactwo w Hasnon.
Baldwin i Rychilda mieli razem dwóch synów i córkę:
- Arnulf III Nieszczęśliwy (ok. 1055 – 22 lutego 1071), hrabia Flandrii i Hainaut
- Agnieszka (zm. po 1071)
- Baldwin II (1056–1098), hrabia Hainaut